# 徐來建
徐來建（16世紀—17世紀），字明卿，湖廣黃州府蘄州廣濟縣人，明朝政治人物。

## 生平
徐來建是萬曆十三年（1585年）的舉人，授吳縣教諭，陞國子監學錄分校江西鄉試，外任壽州知州；當時正值饑荒，他賑濟壽州災民沒有遺漏，又改革原本因治濠河而設的制丁九等制度，使得租賦平均，民困紓解。之後他擔任蘇州海防同知，與董其昌、王穉登、張獻翼等人友好，亦照顧吳縣士子，不久因父母去世回鄉，家中沒有貴重財物，只有書畫器具儲藏，晚年更為學，與舒尚孺、劉寬伯、饒汝順唱和，饒汝順寫下詩說他：「窮來藥裹支，生事病裏詩。」
兒子徐甲猷輕財好義，文章著名。

## 引用
1. 1 2  同治《廣濟縣志·卷七·人物志》：徐來建，字明卿，萬歷乙酉舉人，署吳縣諭，以國子監學錄分校江西禮闈，陞知壽州，屬歲祲，壽多流移，建賑貸之無遺策。壽故濠河時為鯁，始制丁九等，上上等豪貴多田者，而單赤為下下，一切田租不復問，其後田轉徙亦非舊，而丁額如故，貧民苦之，建為奏記臺使者，懇均二賦租歸田、庸歸丁，悉劑平，壽之貧始甦。轉蘇州海防同知，與董思白、王百穀、張幼于輩友善，尋丁艱歸，家無長物，惟書畫鼎彜，晚益好學，日與同人舒尚孺、劉寬伯、饒汝順篇什酧唱，汝順遺之詩曰：「窮來藥裹支，生事病裏詩。」篇了宿逋，盖實語也。子甲猷，字伯辛，諸生，輕財好義，以文著。 同上（辛未縣志）
2. ↑  同治《蘇州府志·卷七十·名宦三》：徐來建，字明卿，廣濟人，萬曆二十六年以鄉舉任教諭，歷蘇州府同知，尤加惠吳士，攝吳縣篆秋毫無犯，俄乞致仕，以清約終其身。 康熙志